# Койкириккан
Койкирикка́н (каз. Қойқырыққан) — станційне селище у складі Кербулацького району Жетисуської області Казахстану. Входить до складу Сариозецького сільського округу.
У радянські часи селище називалось Койкриккан.
Населення — 7 осіб (2021; 29 у 2009, 55 у 1999, 41 у 1989).